# Abanico
L’Abanico  (« éventail » en français), dans le monde de la tauromachie, est une passe de cape qui peut aussi être exécutée avec la muleta en fin de faena, mais plus rarement.
Le mot « abanico » peut devenir un verbe : « abanicar » (signifiant : éventer) qui peut être utilisé en tauromachie comme gérondif dans la forme « abanicando » qui qualifie l'action (mot à mot : en éventant).

## Description

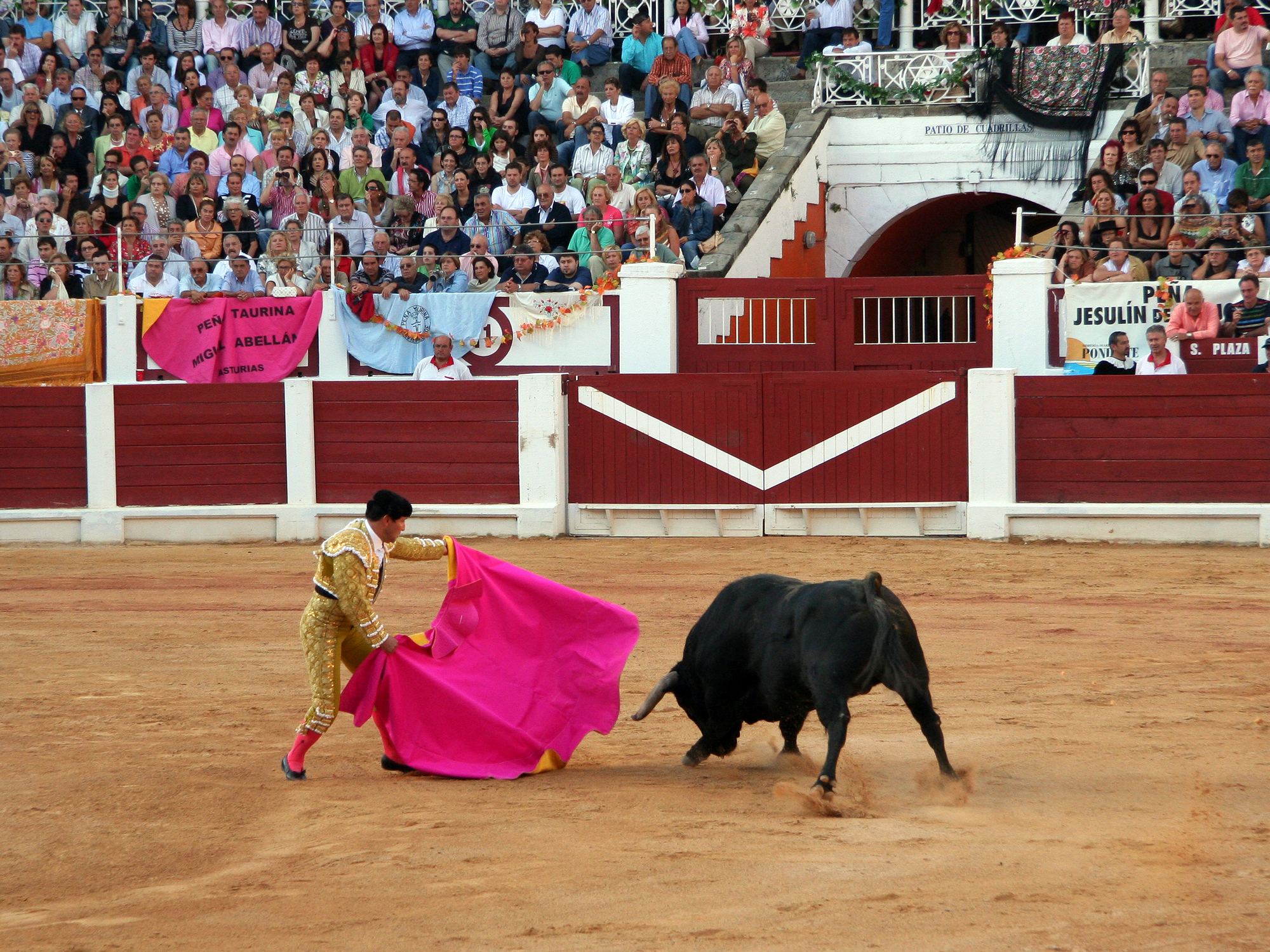
César Rincón abanicando avec la cape.

Le matador exécute cette suerte pour faire courir le taureau. Coudes relevés, il tient la cape déployée au sol à deux mains et recule en suivant une trajectoire sinueuse. Le matador garde les mains basses pour amener le taureau à suivre tête baissée en balançant la cape. C'est une manière de mettre en confiance un animal fuyard.
Au moment du tercio de piques, la méthode abanicando est une des façons d'amener le taureau jusqu'au picador. Le torero balance la cape et s'arrête lorsque le taureau est placé, laissant l'étoffe retomber devant lui comme un tablier
Avec la muleta, le torero abanicando termine une série de naturelles par la suerte de l'éventail. Puis il conclut par un abaniqueo-desplante en faisant tourbillonner la  muleta avec des mouvements circulaires qui se terminent en repliant l'étoffe sous son bras, et en se tournant vers le public.